# Oksana Chusovitina
Oksana Chusovitina (en russe : Оксана Чусовитина) est une gymnaste artistique, née le 19 juin 1975 à Boukhara, en république socialiste soviétique d'Ouzbékistan (URSS). D'ethnie russe, elle a changé plusieurs fois de nationalité : d'abord soviétique jusqu'en 1992, puis ouzbèke de 1993 à 2006 et allemande de 2006 à 2013, elle concourt à nouveau sous les couleurs de l'Ouzbékistan à partir de 2013.

## Biographie
Oksana Aleksandrovna Chusovitina (en russe : Оксана Александровна Чусовитина) commence la gymnastique à l'âge de sept ans et concourt sous les couleurs de l'Union soviétique. Elle remporte les championnats juniors d'URSS en 1988.
Elle dispute les Jeux olympiques d'été de 1992 sous la bannière de l'équipe unifiée de l'ex-URSS, remportant une médaille d'or par équipes. Elle dispute ensuite les compétitions sous les couleurs de l'Ouzbékistan. 
En 2002, son fils Alisher est diagnostiqué comme leucémique ; elle et sa famille émigrent en Allemagne pour des traitements adaptés. 
Elle obtient la nationalité allemande en 2006, et remporte une médaille d'argent au saut de cheval aux Jeux olympiques d'été de 2008. 
Elle devient la première gymnaste à disputer six Jeux olympiques lors des Jeux d'été de 2012 à Londres.
Elle retourne en équipe d'Ouzbékistan en 2013, avec l'autorisation spéciale de la Fédération internationale de gymnastique.
Oksana Chusovitina est à l'âge de 41 ans la doyenne des gymnastes aux Jeux olympiques d'été de 2016. Il en est de même à l'âge de 46 ans aux Jeux olympiques d'été de 2020.
Elle est la femme du lutteur ouzbek Bakhodir Kurbanov.

## Palmarès

### Jeux olympiques
- Barcelone 1992
  -  Médaille d'or au concours général par équipes
  - 7e au sol
- Atlanta 1996
  - 10e au concours général individuel
- Pékin 2008
  -  Médaille d'argent au saut de cheval
  - 9e au concours général individuel
- Londres 2012
  - 5e au saut de cheval
- Rio 2016
  - 7e au saut de cheval

### Championnats du monde
- Indianapolis 1991

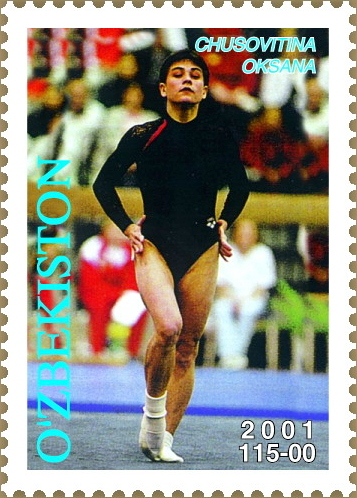
Timbre ouzbek à l'effigie de Chusovitina en 2001.

  -  médaille d'or au concours général par équipes
  -  médaille d'or au sol
  -  médaille d'argent au saut de cheval

- Paris 1992
  -  médaille de bronze au saut de cheval

- Birmingham 1993
  -  médaille de bronze au saut de cheval

- Gand 2001
  -  médaille d'argent au saut de cheval

- Debrecen 2002
  -  médaille de bronze au saut de cheval

- Anaheim 2003
  -  médaille d'or au saut de cheval

- Melbourne 2005
  -  médaille d'argent au saut de cheval

- Aarhus 2006
  -  médaille de bronze au saut de cheval

- Tokyo 2011
  -  médaille d'argent au saut de cheval

### Jeux asiatiques
- Hiroshima 1994
  -  médaille de bronze au saut de cheval
  -  médaille de bronze aux barres asymétriques

- Busan 2002
  -  médaille d'or au saut de cheval
  -  médaille d'or au sol
  -  médaille d'argent au concours général individuel
  -  médaille d'argent à la poutre

- Incheon 2014
  -  médaille d'argent au saut de cheval

- Jakarta 2018
  -  médaille d'argent au saut de cheval

### Championnats d'Asie
- Changsha 1996
  -  médaille d'argent au saut de cheval
  -  médaille d'argent aux barres asymétriques
  -  médaille d'argent au sol
  -  médaille de bronze au concours général individuel

### Championnats d'Europe
- Amsterdam 2007
  -  médaille de bronze au saut de cheval

- Clermont-Ferrand 2008
  -  médaille d'or au saut de cheval

- Berlin 2011
  -  médaille d'argent au saut de cheval

- Bruxelles 2012
  -  médaille d'argent au saut de cheval

### Autres
- Finale de la Coupe du monde 2002 à Stuttgart :
  -  médaille d'or au saut de cheval
  -  médaille de bronze à la poutre

- American Cup 1996 :
  -  3e au concours général

- Jeux de la solidarité islamique 2017 à Bakou :
  -  médaille d'or au saut de cheval